# Krakóws vojvodskap (1920–1939)
För andra betydelser, se Krakóws vojvodskap.

Krakóws vojvodskap (polska Województwo krakowskie) var åren 1920–1939 ett vojvodskap i sydvästra Polen. Huvudstad var Kraków. Vojvodskapet grundades den 23 december 1920 och upplöstes i september 1939.

## De största städerna
- Kraków – 219 300 invånare
- Tarnów – 44 900
- Nowy Sącz – 30 300
- Biala Krakowska – 22 700
- Jaworzno – 19 100
- Chrzanów – 17 900
- Zakopane – 16 300
- Bochnia – 12 100
- Oświęcim – 12 000

## Befolkning
År 1921 hade Krakóws vojvodskap 1 992 810 invånare.
Invånare efter nationalitet
- Polacker: 1 853 654 (93,0 procent)
- Judar: 76 861 (3,9 procent)
- Ukrainare: 49 896 (2,5 procent)
- Tyskar: 9 295 (0,47 procent)